# Bernhard Proskauer

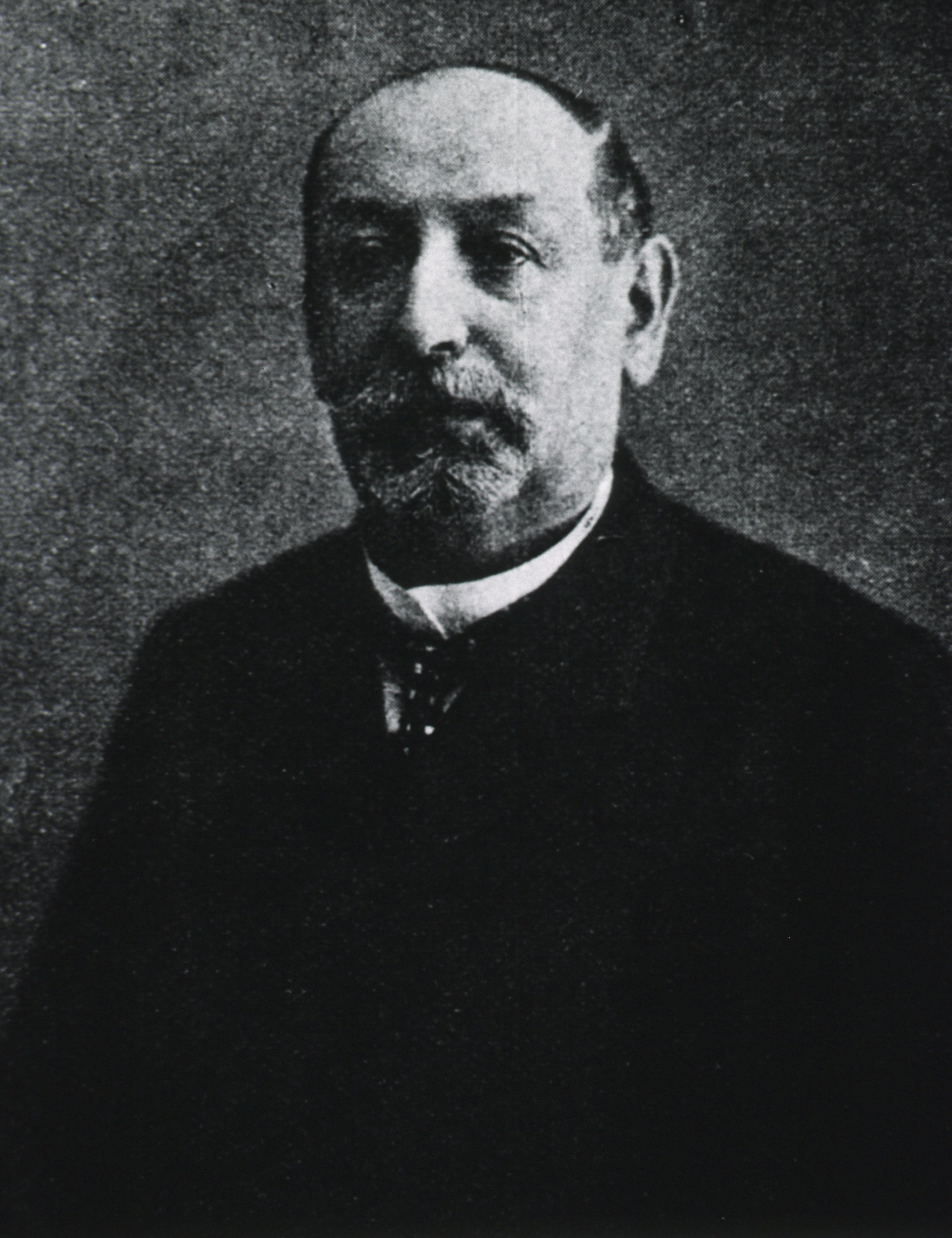
Bernhard Proskauer 1851–1915

Bernhard Proskauer (* 8. Januar 1851 in Ratibor; † 24. Juli 1915 in Berlin) war ein deutscher Chemiker und Hygieniker.

## Leben
Nach dem Studium der Chemie an der Universität Berlin trat er 1874 ins Kaiserliche Gesundheitsamt ein und arbeitete dort ab 1878 in einem eigenen Labor. 1880 wurde er Mitarbeiter Robert Kochs am Kaiserlichen Gesundheitsamt und 1885 Abteilungsvorstand am neu geschaffenen Hygienischen Institut der Universität Berlin, dem Koch als ordentlicher Professor vorstand. 1890 wurde Proskauer zum Honorarprofessor ernannt. Ab 1891 arbeitete er mit Koch am neu gegründeten Preußischen Institut für Infektionskrankheiten, wo er von 1901 bis 1907 der Chemischen Abteilung vorstand. Ab 1907 war er Leiter des berlinischen Städtischen Untersuchungsamtes für gewerbliche und hygienische Zwecke.
Er beschäftigte sich besonders mit der Trinkwasserhygiene und dem Desinfektionswesen und gab 1905 mit Richard Pfeiffer die Encyklopädie der Hygiene heraus. Nach Otto Voges und ihm wurde die Voges-Proskauer-Reaktion benannt.

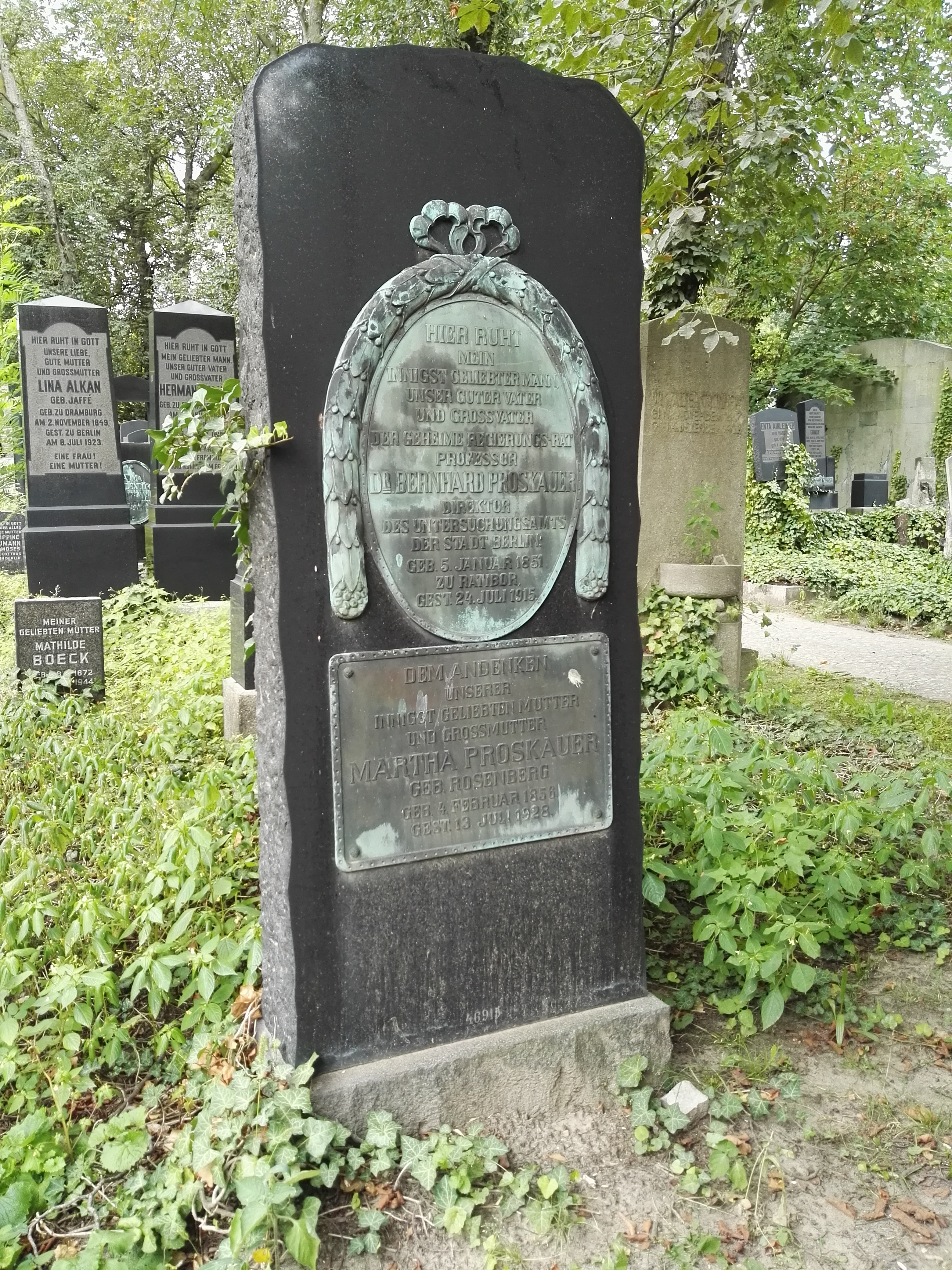
Grabstätte

Sein Grab befindet sich auf dem Jüdischen Friedhof in Berlin-Weißensee.
Archivalien zu Bernhard Proskauer und seiner Familie werden im Leo Baeck Institut in New York aufbewahrt.

## Schriften (Auswahl)
- mit Adolf Schmidtmann: Der Stand der Städtereinigungsfrage. In: Vierteljahrsschrift für gerichtliche Medizin und öffentliches Sanitätswesen. Folge 3, Bd. 13/14, 1897.
- mit Karl Friedrich Moritz Elsner: Über die hygienische Untersuchung des Kohlebreiverfahrens zur Reinigung von Abwässern (System Rothe-Degener) (aus der Klärstation in Potsdam). In: Vierteljahrsschrift für gerichtliche Medizin und öffentliches Sanitätswesen. Folge 3, Bd. 16, 1898, Supplementheft.
- mit Otto Voges: Beitrag zur Ernährungsphysiologie und zur Differenzialdiagnose der hämorrhagischen Septicämie. Zeitschrift für Hygiene und  Infektionskrankheiten, Nr. 28, 1898, S. 20–22.
- mit Richard Pfeiffer (Hrsg.): Encyklopädie der Hygiene. 2 Bände. Vogel, Leipzig 1905.

## Quelle
- Proskauer, Bernhard, Hygieniker. In: Walther Killy, Rudolf Vierhaus (Hrsg.): Deutsche Biographische Enzyklopädie. 1. Auflage. Band 8: Plett–Schmidseder. K. G. Saur, München 1998, ISBN 3-598-23168-7, S. 80.
- Proskauer, Bernhard, Hygieniker. In: Rudolf Vierhaus (Hrsg.): Deutsche Biographische Enzyklopädie. 2., überarbeitete und erweiterte Auflage. Band 8: Poethen–Schlüter. De Gruyter, Berlin 2007, ISBN 978-3-11-094025-1, S. 95 (books.google.de – eingeschränkte Vorschau).

| Personendaten    | Personendaten                     |
| ---------------- | --------------------------------- |
| NAME             | Proskauer, Bernhard               |
| KURZBESCHREIBUNG | deutscher Chemiker und Hygieniker |
| GEBURTSDATUM     | 8. Januar 1851                    |
| GEBURTSORT       | Ratibor                           |
| STERBEDATUM      | 24. Juli 1915                     |
| STERBEORT        | Berlin                            |